# Gustaf Kollberg

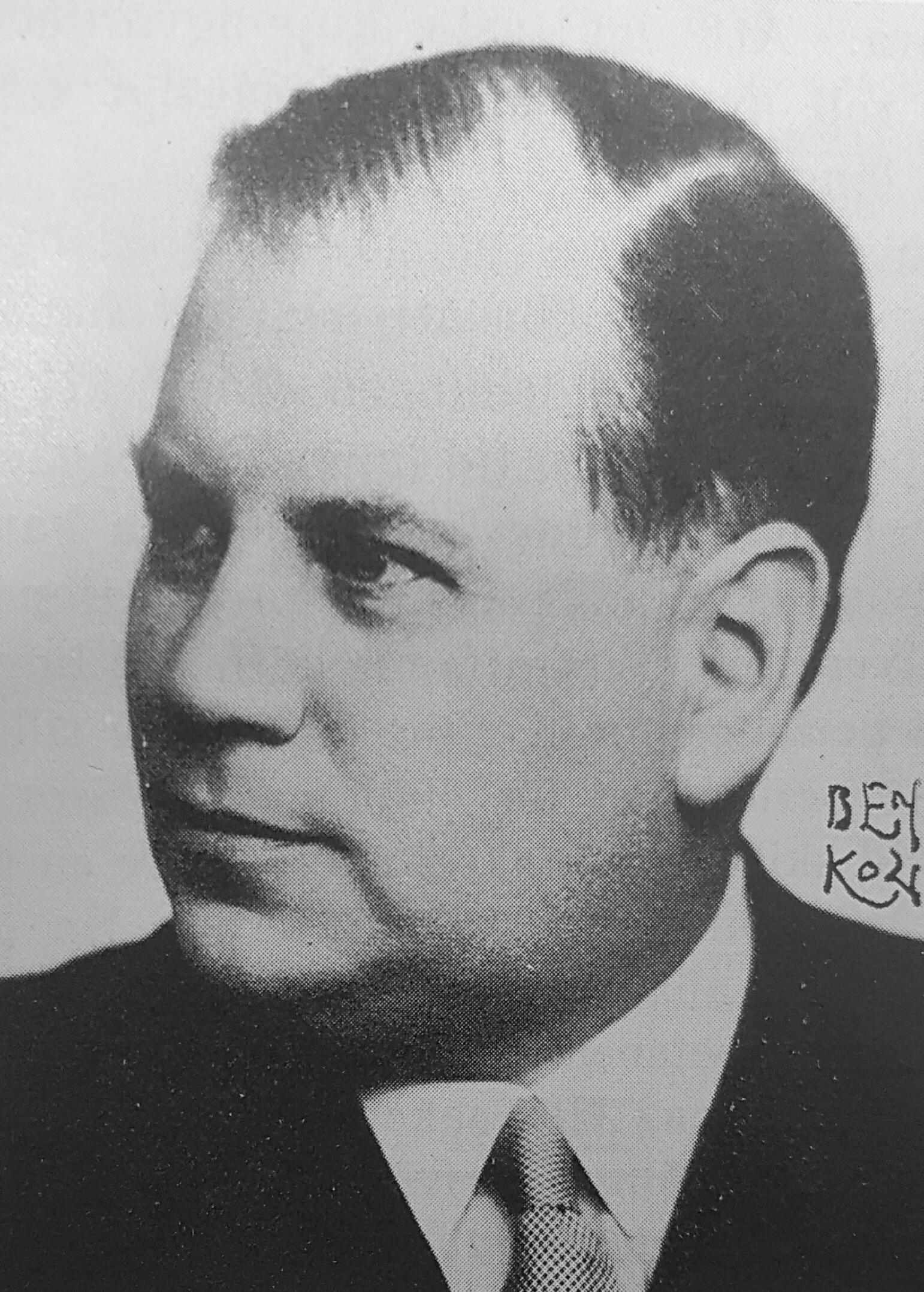
Gustaf Kollberg

Gustaf Napoleon Kollberg, född 5 november 1891 i Adolf Fredriks församling, Stockholm, död 1 juli 1980 i Maria Magdalena församling, Stockholm. Svensk politiker (folkpartiet) och direktör för Ica.
Gustaf Kollberg blev redan som 23-åring chef för motboksavdelningen på Ivan Bratts Stockholmssystemet. Hans organisationstalanger kom 1927 Överståthållarämbetet till del. Där arbetade han upp sig till mantalsintendent med ansvar för folkbokföringen. Under 2:a världskriget var han dock tjänstledig för att inom Statens livsmedelskommission organisera all ransonering i landet. I denna position höll han ofta radiotal om vikten att inte fuska, hamstra och handla på svarta börsen. Hans tal och hans skickliga organisationsförmåga som gjorde att resurserna blev effektivt utnyttjade och jämnt fördelade, gjorde honom till en mycket populär person.
Efter kriget uppvaktades han av både KF och Ica, men valde den senare där han gick in som vd 1947. Posten hade då varit vakant i några år, eftersom den egentliga makten låg hos de enskilda inköpscentralerna och inte hos samarbetsbolaget Ica AB, vilket gjorde att den allmänt ansågs som en omöjlig "självmordstjänst". Med god diplomati och en naturlig auktoritet lyckades Kollberg dock hålla fred med vd:arna för de fyra inköpscentralerna och överföra allt mer verksamhet till Ica AB, vilket egentligen alla ville.
Kollberg var en skicklig arbetsmyra som även engagerade sig i Ica-förlaget (dagens Forma Publishing Group), AB Köpmannatjänst och flera andra dotterbolag. Han åt gärna god mat och rökte stora cigarrer, men lär ha varit helnykterist och engagerade sig för skapandet av fler alkoholfria kvalitetsrestauranger.
Kollberg satsade även på en politisk karriär inom Folkpartiet och var riksdagsledamot i andra kammaren för Stockholms stads valkrets åren 1949–1964. I riksdagen var han bland annat ledamot i bevillningsutskottet 1953–1961. Politiskt drev han främst näringspolitiska frågor om till exempel beskattning, priskontroll och importregleringar. I riksdagen skrev han 98 egna motioner, främst om näringslivsfrågor företagsbeskattning, priskontroll, importreglering och beredskapslagring.
Gustaf Kollberg är begravd på Sandsborgskyrkogården i Stockholm.